# Ancylobothrys scandens
Ancylobothrys scandens là một loài thực vật có hoa trong họ La bố ma. Loài này được (Schumach.) Pichon mô tả khoa học đầu tiên năm 1953.